# Mammoth Spring (Arkansas)
Mammoth Spring – miasto w Stanach Zjednoczonych, w stanie Arkansas, w hrabstwie Fulton.